# Claudia Burkart
Claudia Burkart (Buenos Aires, 22. veljače 1980.) je argentinska hokejašica na travi. Igra na mjestu obrambene igračice.
Svojim igrama je izborila mjesto u argentinskoj izabranoj vrsti.
Igra za klub (stanje u srpnju 2009.) Club Atletico San Isidro (CASI).

## Sudjelovanja na velikim natjecanjima
Na SP-u 2002. je osvojila zlatno odličje, a na OI 2004. i 2008. brončano odličje.

## Vanjske poveznice
- Confederación Argentina de Hockey
- Hockey Argentina